# European Nations Cup (golf)
De European Nations Cup was een golftoernooi voor vrouwelijke landenteams. Ieder team bestond uit twee professionals. De Nations Cup voor dames is in 2008 voor de eerste keer gespeeld. Het geld dat met de Nations Cup wordt verdiend, geldt niet mee voor de Europese Order of Merit. Het toernooi werd altijd op La Sella in Alicante (Spanje) gespeeld. 
De spelformule leek op greensome, waarbij beide speelsters van een team afslaan en daarna kiezen met welke bal verder zal worden gespeeld. Voor de Nations Cup werd een ingewikkelder systeem gebruikt:
- Op de par 3's slaan beide speelsters af en dan kiest men met welke bal verder wordt gespeeld.
- Op de par 4's slaan beide speelsters af, dan slaan ze elkaars bal, en na de tweede slag wordt beslist met welke bal zij de hole uitspelen.
- Op de par 5's slaan beide speelsters ook de derde slag met de bal die net door hun partner is geslagen. Na drie slagen wordt beslist met welke bal zij de hole uitspelen.

## Winnaars
| Jaar                                      | Land                         | Winnaars                                  | Score                        | Nederlands team                              | Score                        | Plaats                       | Belgisch team                | Score                        | Plaats                       |
| VCI European Ladies Golf Cup              | VCI European Ladies Golf Cup | VCI European Ladies Golf Cup              | VCI European Ladies Golf Cup | VCI European Ladies Golf Cup                 | VCI European Ladies Golf Cup | VCI European Ladies Golf Cup | VCI European Ladies Golf Cup | VCI European Ladies Golf Cup | VCI European Ladies Golf Cup |
| ----------------------------------------- | ---------------------------- | ----------------------------------------- | ---------------------------- | -------------------------------------------- | ---------------------------- | ---------------------------- | ---------------------------- | ---------------------------- | ---------------------------- |
| 2008                                      | Engeland                     | Trish Johnson en Rebecca Hudson           | -18                          | Marjet van der Graaff en Marieke Nivard (Am) | -6                           | 4                            | Lara Tadiotto en Ellen Smets | -13                          | T2                           |
| Comunitat Valenciana European Nations Cup |                              |                                           |                              |                                              |                              |                              |                              |                              |                              |
| 2009                                      | Nederland                    | Christel Boeljon en Marjet van der Graaff | -18                          | Christel Boeljon en Marjet van der Graaff    | -18                          | 1                            | =                            | =                            | =                            |
| 2010                                      | Zweden                       | Anna Nordqvist en Sophie Gustafson        | -21                          | =                                            | =                            | =                            | =                            | =                            | =                            |
| European Nations Cup                      |                              |                                           |                              |                                              |                              |                              |                              |                              |                              |
| 2011                                      | Zweden                       | Anna Nordqvist en Sophie Gustafson        | -21                          | Christel Boeljon en Dewi-Claire Schreefel    | -11                          | 9                            | =                            | =                            | =                            |

## 2008
Engeland won de eerste editie in 2008. Er deden 18 landen mee plus Australië en de Verenigde Staten.
De samenstelling van de teams:
- Australië: Joanne Wills en Karen Lunn
- België: Lara Tadiotto en Ellen Smets
- Denemarken: Iben Tinning en Lisa Holm Sorensen
- Duitsland: Martina Eberl en Anja Monke
- Engeland: Trish Johnson en Rebecca Hudson
- Finland: Ursula Wikstrom en Kaaisa Ruuttila
- Frankrijk: Stéphanie Arriceau en Ludivine Kreutz
- Ierland: Rebecca Oakley en Martina Gillen
- Italië: Veronica Zorzi en Stefania Croce
- Nederland: Marjet van der Graaff en Marieke Nivard (am)
- Noorwegen: Cecilie Lundgreen en Lill Kristen Saether
- Oostenrijk: Eva Steinberger en Nicole Gergely
- Rusland: Anastasia Kostina en Marina Kostina
- Schotland: Clare Queen en Lynn Kenny
- Slowakije: Zuzana Kamasova en Lujza Bubanova (am)
- Spanje: Paula Marti en Tania Elosegui
- Verenigde Staten: Laura Terebey en Kris Lindstrom
- Wales: Eleonor Pilgrim en Lydia Hall
- Zweden: Lotta Wahlin en Johanne Westerberg
- Zwitserland: Frederique Seeholzer en Nora Angehrn